# Ciuchici
Ciuchici (en hongrois : Tyukó) est une commune roumaine située dans le județ de Caraș-Severin.